# Reiher (Schiff, 1909)
Die Reiher war ein 1909 gebautes Frachtschiff, das zweite dieses Namens der deutschen Argo Reederei. Sie wurde im Zweiten Weltkrieg von der Kriegsmarine als Sperrbrecher eingesetzt und sank im Februar 1945 nach Minentreffer vor der Südküste Norwegens.

## Bau und technische Daten
Das Schiff wurde im Jahre 1909 von der Bremer Vulkan in Vegesack mit der Baunummer 531 gebaut und im November 1909 an die Argo Reederei ausgeliefert. Es war 67,1 m lang und 9,90 m breit, hatte 4,57 m Tiefgang und 4,83 m Seitenhöhe und war mit 1045 BRT vermessen. Die Maschinenanlage bestand aus zwei Kesseln und einer 3-Zylinder-Dreifachexpansions-Dampfmaschine; sie leistete 1100 PSi und über eine Welle eine Geschwindigkeit von 11 Knoten. Die Bunkerkapazität betrug 98 Tonnen Kohle, die Reichweite 1300 Seemeilen.

## Schicksal

### Vorkriegsjahre
Die Reiher fuhr bis 1922 für die „Dampfschiffahrtsgesellschaft Argo AG“ in Bremen, nach deren Übernahme 1922 durch die „Roland-Linie“ für diese, und ab 1. Januar 1923 für die durch die Verschmelzung des Europaverkehrs von Argo und Roland neu gebildete „Dampfschifffahrtsgesellschaft Argo mbH“. In den folgenden 13 Jahren wechselte sie mit den sich mehrfach verändernden Eigentumsverhältnissen ihrer Reederei wiederholt Schornsteinfarben und Reedereiflagge, aber nicht den Namen. Ab 1. Januar 1926 fuhr das Schiff unter der Flagge des Norddeutschen Lloyd (NDL), der die Roland-Gruppe gegen Ende 1925 gekauft hatte und diese Neuerwerbung in die „Hanseatische Dampfschiffahrtsgesellschaft AG“ eingliederte. Zur Jahreswende 1932/33 gründete der NDL durch Zusammenlegung der „Hanseatischen Dampfschiffahrtsgesellschaft“ mit der „Rhederei Aktien Gesellschaft von 1896“ seine 100-prozentige Tochtergesellschaft „Argo Reederei AG“, die dann 1934 aus dem NDL ausgegliedert wurde und mehrheitlich in den Privatbesitz ihres bisherigen Direktors Richard Adler überging. 1936 wurde daraufhin aus der Reederei die weiterhin in Bremen residierende „Argo Reederei Richard Adler & Co.“
1938 wurde das alte Schiff dann doch umbenannt. Ein von den Howaldtswerken gelieferter Neubau, die Reiher, erhielt – als drittes Schiff der Reederei – den Traditionsnamen, und die alte Reiher hieß nunmehr Flamingo.

### Zweiter Weltkrieg
Nach dem Beginn des Zweiten Weltkriegs wurde die Flamingo von der Kriegsmarine requiriert, bewaffnet, am 6. September 1939 mit der Bezeichnung V 109 als Vorpostenboot in Dienst gestellt und am 1. Oktober 1939 der an diesem Tage aufgestellten 1. Vorpostenflottille in Kiel zugeteilt. V 109 wurde bald darauf zum Sperrbrecher umgerüstet; als solcher war das Schiff mit einer VES-Anlage ausgestattet und mit einer 8,8-cm-Flak, einer 3,7-cm-Flak und sechs 2-cm-Flak bewaffnet. Anfangs war der Name noch Sperrbrecher 39, wurde aber später noch geändert.
Am 1. August 1941 wurde das Schiff an die Hafenschutzflottille Stavanger abgegeben und am 1. September 1941 umbenannt in Sperrbrecher 139. Am 1. Oktober 1943 kam es zur 52. Minensuchflottille, die am 1. Oktober 1944 zur 51. Vorpostenflottille in dem am 23. Mai 1944 durch die Teilung des Küstensicherungsverbands norwegische Westküste gebildeten 5. Küstensicherungsverband (Bergen) umformiert wurde. In der Nacht vom 17. auf den 18. Februar 1945 erhielt Sperrbrecher 139 etwa eine Seemeile südwestlich des Lindesnes Leuchtturms auf Position 57° 58′ 0″ N, 7° 2′ 0″ O einen Minentreffer. Das Schiff sank am 18. Februar bei den Bergungsarbeiten.